# Газобетон

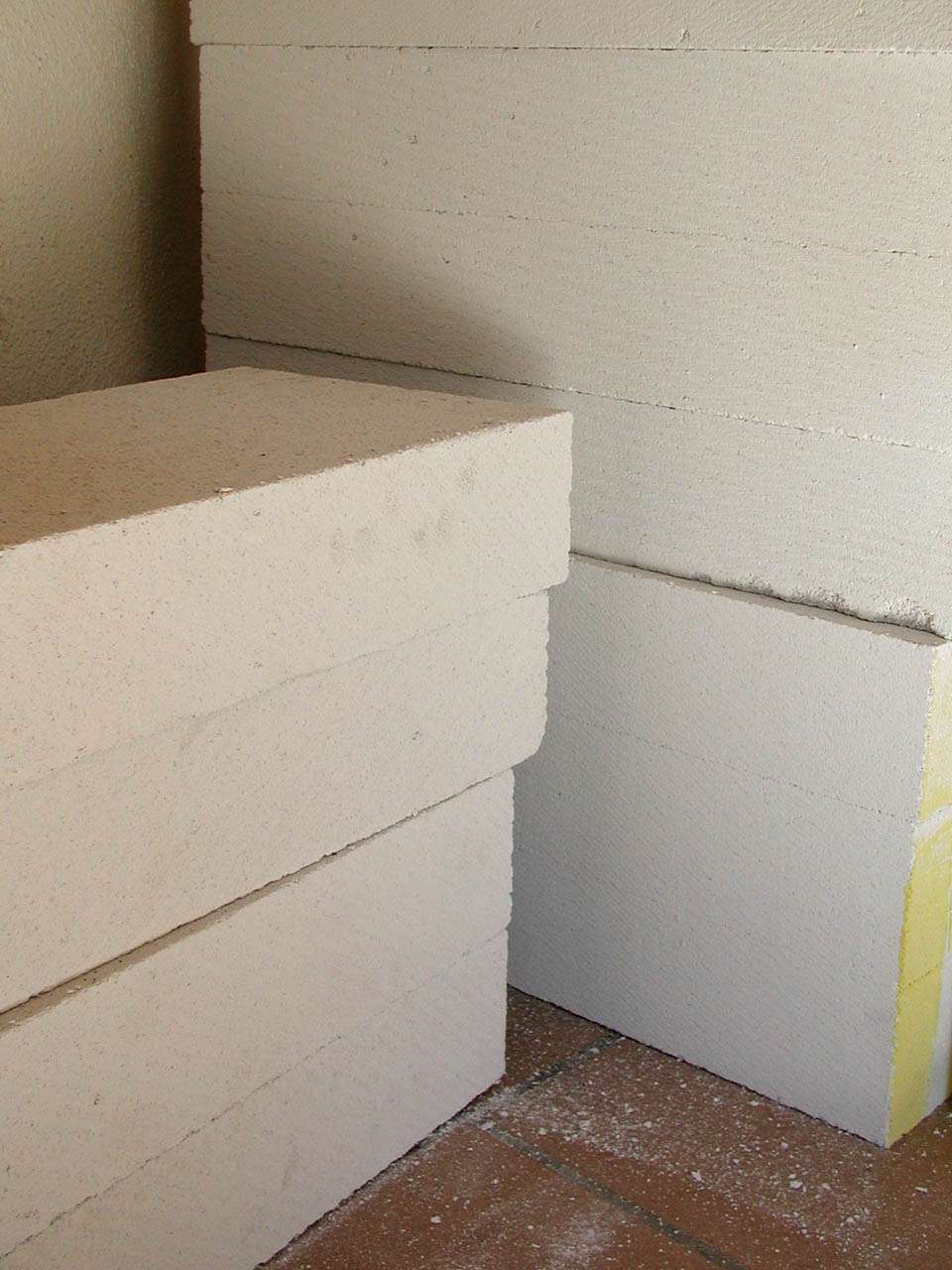
Газобетонные блоки

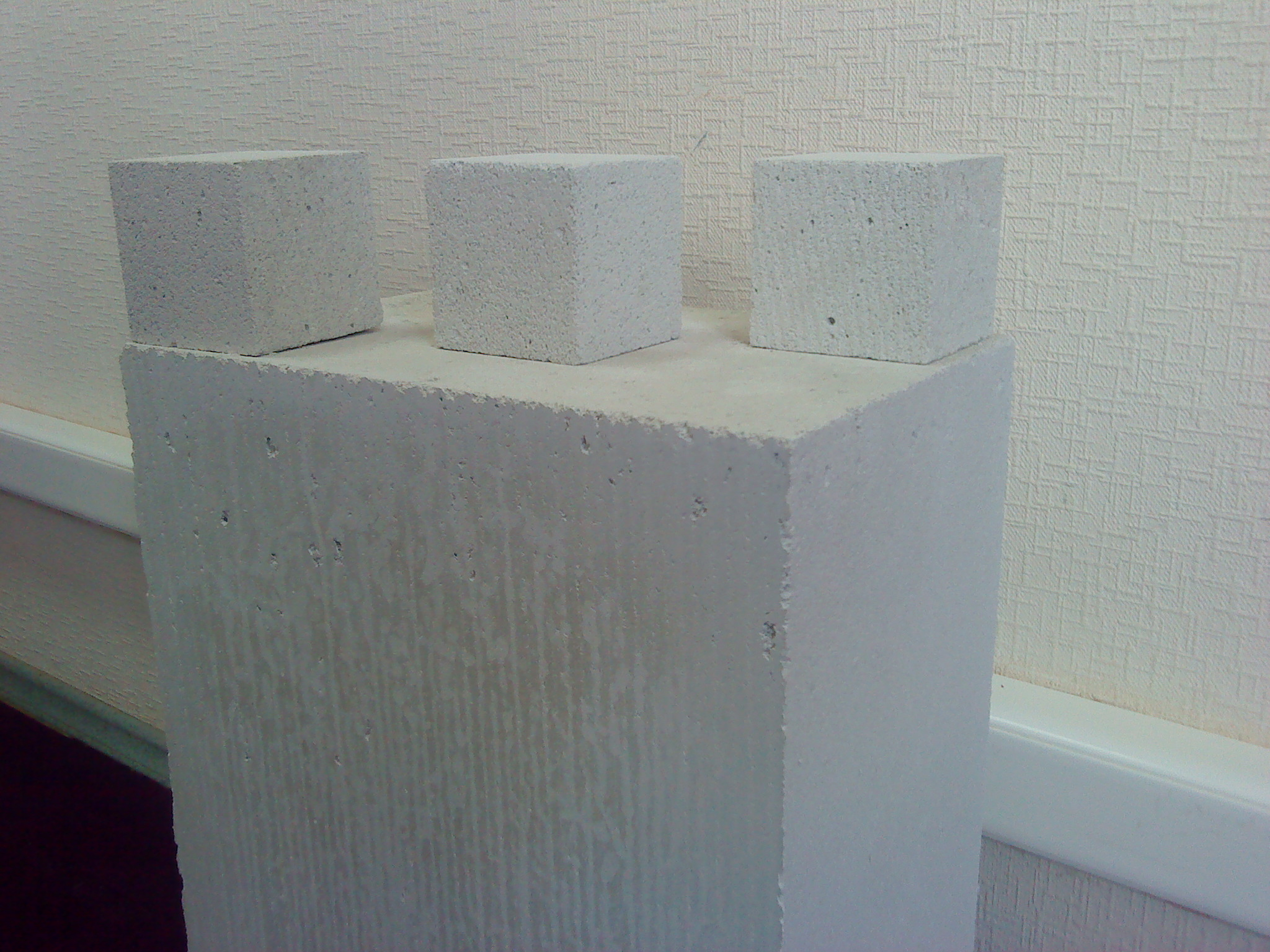
Блоки различного размера из газобетона российского производства

Газобето́н — разновидность ячеистого бетона;
строительный материал, искусственный камень с равномерно распределёнными по всему объёму приблизительно сферическими, замкнутыми, но сообщающимися друг с другом порами диаметром 1—3 мм. Газобетон близок к пенобетону по структуре, характеристикам и способу получения. По технологии окончательной обработки газобетон подразделяют на автоклавный газобетон и «неавтоклавный».
При производстве этого материала используются цемент, кварцевый песок и специализированные газообразователи, также в состав смеси при его изготовлении иногда добавляют гипс, известь, промышленные отходы, к примеру, зола и шлаки металлургических производств.
Газообразование в замешанной на воде смеси обусловлено взаимодействием газообразователя, обычно мелкодисперсного металлического алюминия с сильнощелочным цементным или известковым раствором, в результате химической реакции образуются газообразный водород, вспенивающий цементный раствор, и алюминаты кальция.
Пылевидный алюминий неудобен для применения при замешивании раствора, так как сильно пылит. Поэтому в качестве специализированных газообразователей используются алюминиевые пасты и суспензии.
Типичный цикл производства газобетона: Перемешанные сухие ингредиенты смешиваются с водой, раствор заливается в форму. Происходит реакция щелочного водного раствора гидроксида кальция и газообразователя, приводящая к выделению водорода, который и «вспучивает» смесь. Смесь увеличивает объём и вспучивается как тесто. После предварительного схватывания цементного раствора, монолит извлекают из формы и разрезают на заготовки блоков, плит, панелей. После этого разрезанные заготовки подвергают обработке водяным паром в автоклаве для придания им окончательной прочности, либо высушиваются в электроподогреваемых сушильных камерах.
Газобетон легко обрабатывается: пилится, сверлится, строгается обычными стальными инструментами, даже без твердосплавных напаек. В него легко забиваются гвозди, скобы, установочные изделия; для крепежа в основном используются дюбели для газобетона. Не горюч, так как состоит только из минеральных компонентов.
Имеет меньшую естественную радиоактивность по сравнению с обычным бетоном, так как в его состав не входит гранитный щебень, слюды, — составная часть природных гранитов, которые имеют повышенную естественную радиоактивность из-за концентрации в этих минералах тория и урана.
Газобетон применяется в жилищном, коммерческом и промышленном строительстве. Основной объем потребления занимают строительные (стеновые и перегородочные блоки), также применяются армированные изделия (перемычки и плиты перекрытия).
Исследования Е. С. Силаенкова по принудительной карбонизации автоклавного газобетона показали, что после карбонизации снижается прочность ячеистых бетонов на известковокремнеземистых вяжущих, сформированных на низкоосновных гидросиликатах. Снижение прочности газобетона под действием атмосферной углекислоты обособлен повреждением структурообразующего элемента — межпоровых перегородок. Еще снижению прочности такой стены способствует не только влажностная карбонизационная усадка, но еще и градиент влажности и карбонизации материала по толщине стены, обеспечивающие прогиб конструкции плюс развитие некоторых конструкционных напряжений растяжения.

## Классификация газобетонов
- По назначению:
  - конструкционные.
  - конструкционно-теплоизоляционные.
  - теплоизоляционные.
- По условиям твердения:
  - автоклавные (синтезного твердения) — твердеющие в среде насыщенного пара при давлении выше атмосферного;
  - неавтоклавные (гидратационного твердения) — твердеющие в естественных условиях, при электропрогреве или в среде насыщенного пара при атмосферном давлении.
- По виду вяжущих и кремнеземистых компонентов подразделяют:
  - по виду основного вяжущего:
    - на известковых вяжущих, состоящих из извести-кипелки более 50 % по массе, шлака и гипса или добавки цемента до 15 % по массе;
    - на цементных вяжущих, в которых содержание портландцемента 50 % и более по массе;
    - на смешанных вяжущих, состоящих из портландцемента от 15 до 50 % по массе, извести или шлака, или шлако-известковой смеси;
    - на шлаковых вяжущих, состоящих из шлака более 50 % по массе в сочетании с известью, гипсом или щелочью;
    - на зольных вяжущих, в которых содержание высокоосновных зол 50 % и более по массе;

  - по виду кремнеземистого компонента:
    - на природных материалах — тонкомолотом кварцевом и других песках;
    - на вторичных продуктах промышленности — золе-унос ТЭС, золе гидроудаления, вторичных продуктах обогащения различных руд, отходах ферросплавов и других.

## Теплопроводность
Теплопроводность — одна из основных характеристик газобетона. Благодаря малой плотности и низкой теплопроводности газобетон применяется в теплоизолирующих конструкциях (несущие и перегородочные стены зданий и сооружений). Теплопроводность газобетона марки D500 в сухом виде равна 0,12 Вт/м°C, в 4 раза ниже, чем у полнотелого кирпича (0,45—0,55 Вт/м°C), и примерно равна теплопроводности дерева (0,15 Вт/м°C).
Наличие влаги существенно влияет на теплопроводность газобетона, поэтому в характеристиках обычно указываются две величины — теплопроводность газобетона в сухом состоянии (обозначается λ(α)), и теплопроводность при влажности 4 % — λ(β).
Теплопроводность также существенно зависит от плотности газобетона: чем выше плотность, тем выше теплопроводность (так, теплопроводность газобетона марки D1000 уже 0,29 Вт/м°C), но также выше и прочность.
|                             | Коэффициент теплопроводности, Вт/м*°C | Коэффициент теплопроводности, Вт/м*°C | Коэффициент теплопроводности, Вт/м*°C | Коэффициент теплопроводности, Вт/м*°C |
| --------------------------- | ------------------------------------- | ------------------------------------- | ------------------------------------- | ------------------------------------- |
| Плотность                   | D300                                  | D400                                  | D500                                  | D600                                  |
| Сухой газобетон             | 0,072                                 | 0,096                                 | 0,112                                 | 0,141                                 |
| Газобетон при влажности 5 % | 0,088                                 | 0,117                                 | 0,147                                 | 0,183                                 |

## История появления технологии производства автоклавного газобетона
Для придания бетону пористой структуры чех Гоффман добавил в цементные и гипсовые растворы кислоты, углекислые и хлористые соли. Соли, взаимодействуя с растворами, выделяли газ, который и делал бетон пористым. За изобретённый газобетон Гоффман в 1889 году получил патент, но дальше этого у него дело не пошло.
Замысел Гоффмана развили американцы Аулсворт и Дайер. В качестве газообразователя в 1914 году они использовали порошки алюминия и цинка. В процессе химической реакции этих порошков с гашеной известью выделялся водород, который и способствовал образованию в бетоне пористой структуры. Это изобретение оказалось столь значимым, что его и поныне считают отправной точкой технологии изготовления газобетона.
Свой вклад в дело совершенствования газобетона (газосиликата) внёс шведский архитектор и ученый Юхан Аксель Эрикссон. В своих исследованиях он пытался вспучивать раствор извести, кремнезёмистых компонентов и цемента за счёт взаимодействия этого раствора с алюминиевым порошком. Этот подход увенчался успехом. В 1929 году в местечке Иксхульт фирмой «Итонг» (Ytong) был начат промышленный выпуск газобетона. Инженерами этой фирмы за основу была взята технология тепловлажностного воздействия в автоклавах на известково-кремнезёмистые компоненты, запатентованная в 1880 году немецким профессором В. Михаэлисом. Только за первый год работы этим предприятием было произведено 14 тысяч м³ газобетона (газосиликата). Следует заметить, что фирмой «Итонг» цемент не применялся вообще.
Несколько иной метод производства газобетона внедрила в жизнь в 1934 году шведская фирма «Сипорекс» (Siporex). Он основывается на применении смеси из портландцемента и кремнезёмистого компонента. Известь в данном случае не применялась. Авторы этого метода — инженеры финн Леннарт Форсэн и швед Ивар Эклунд. Научные и практические достижения вышеперечисленных инженеров и стали впоследствии основой промышленного производства как газосиликатов, так и газобетонов во многих странах мира.

## История производства ячеистых бетонов в СССР
Производство ячеистых бетонов в СССР стало активно развиваться в 1930-е годы. Автоклавные ячеистые бетоны (АЯБ) с газовой поризацией появились в промышленных масштабах к 1950-м годам. К 1960-м годам производство АЯБ стало самостоятельным развивающимся научным направлением, во многом опережающим европейские наработки в этой области.
К концу 1980-х годов в СССР из ячеистых бетонов было построено более 250 млн м² зданий различного назначения (жилых, общественных, производственных, животноводческих). При этом, несмотря на высокий уровень отечественных научных разработок, ориентиром для советской промышленности служили западно-европейские достижения (понижение плотности панелей и блоков вплоть до 300 кг/м³), основанные, в первую очередь, на стабильном сырье и оборудовании, обеспечивающем высокую однородность материала.
В 1987 г. с принятием очередной жилищной программы СССР основным средством её реализации стала научно-производственно-техническая программа «Система эффективного строительства жилых и общественных зданий из ячеистых бетонов», которая предполагала строительство около 250 новых заводов по производству АЯБ с доведением общего его выпуска к 1995 г. до 40—45 млн м³/год.
Планы по этой программе предусматривали не только механическое наращивание объёмов выпуска автоклавных бетонов. Важной задачей было также и снижение средней плотности выпускаемой продукции (для блоков она составляла 600—700 кг/м³). В программе говорилось: «Таким образом, семикратное увеличение производства ячеистых бетонов в нашей стране следует сопровождать двукратным снижением их объёмной массы».
К 2011 году производство ячеистого бетона в России составило более 3,2 млн м³/год, количество заводов-производителей АЯБ — более 80, до 2015 года планируется к запуску 10.

## ГОСТы и СНиПы
- ГОСТ 25485-89 «Бетоны ячеистые»
- ГОСТ 21520-89 «Блоки из ячеистых бетонов стеновые мелкие»
- СН 277-80 «Инструкция по изготовлению изделий из ячеистого бетона»
- ГОСТ 31359-2007 «Бетоны ячеистые автоклавного твердения. Технические условия»
- ГОСТ 31360-2007 «Изделия стеновые неармированные из ячеистого бетона автоклавного твердения»